# Landvetters-Kärret
För andra betydelser, se Kärret.
Landvetters-Kärret är en bebyggelse i Härryda kommun i Västra Götalands län. Området avgränsades före 2015 till en småort för att därefter räknas som en del av tätorten Landvetter.
Kärret ligger i Landvetters socken, ovan Landvettersjön på norra sidan av motorvägen 27/40, 2,5 kilometers väg från orten Landvetter. Förledet Landvetters- har tillkommit för att skilja mellan detta område och Kärret i Björketorps socken i samma kommun.